# Matti Paatelainen
Matti Paatelainen (né le 17 juin 1944 à Äänekoski en Finlande) est un joueur de football international finlandais, qui évoluait au poste d'attaquant.

## Carrière
Il est surtout connu pour avoir fini plusieurs fois meilleur buteur du championnat de Finlande lors des saisons 1970 avec 20 buts, 1972 avec 16 buts (à égalité avec Heikki Suhonen), 1976 avec 17 buts et 1977 avec 20 buts.
Il a joué en club avec les équipes finlandaises de l'HIFK ainsi que du FC Haka.
Paatelainen a disputé 47 matchs avec l'équipe de Finlande et inscrit 11 buts, entre 1970 et 1977. Il a disputé 9 matchs de qualifications pour la coupe du monde, et y a inscrit un but
Paatelainen a trois fils qui sont également tous footballeurs professionnels, Mixu, Mikko et Markus.